# 中国哲学简史
《中国哲学简史》（英语：A Short History of Chinese Philosophy）是冯友兰於1947年在美国宾夕法尼亚大学讲授中国哲学史的英文讲稿，后经整理，於1948年由麦克米伦公司出版。原版为英文，1985年经冯友兰的学生涂又光据英文本译为中文，由冯友兰本人亲自审定，北京大学出版社出版。该中文译本行文流畅，引述准确，保留原著深入浅出的特色。2004年又有赵复三的新译本面世。

## 评价
原韩国总统朴槿惠青年时期曾阅读该书并做了大量笔记，她表示“在我最困难的时期，使我重新找回内心平静的生命灯塔的，是中国著名学者冯友兰的著作《中国哲学史》。它蕴含了让我变得正直和战胜这个混乱世界的智慧和教诲。”她推崇冯友兰的儒道兼修和老庄的无为而治。